# Super Black Blues
Super Black Blues — студійний альбом американського блюзового тріо музикантів, що складалось з Ті-Боун Вокера, Джо Тернера і Отіса Спенна, випущений лейблом BluesTime Records у 1969 році.

## Опис
Боб Тіл, який раніше записував блюзових музикантів на ABC Records, заснував дочірній лейбл BluesTime на власній студії Flying Dutchman. Після нещодавного підписання контрактів з популярними блюзовимим виконавцями Ті-Боун Вокером, Джо Тернером і Отісом Спенном, Тіл вирішив записати тріо для альбому Super Black Blues. Метою було привабити цимим зірками 1940-х років аудиторію слухачів 1960-х. 
Сесія звукозапису проходила 17 жовтня 1969 року, ймовірно в Лос-Анджелесі. У записі взяли участь: Ті-Боун Вокер (вокал, гітара), Джо Тернер (вокал), Отіс Спенн (вокал, фортепіано), Джордж Сміт (губна гармоніка), Рон Браун (бас), Артур Райт (гітара), Ерні Воттс (тенор-саксофон), Пол Гамфрі — ударні.
Альбом складається із 4 композицій, що тривають близько 37 хв. Довгі джеми «Paris Blues» і «Blues Jam» збалансовані композиціями «Here Am I Broken Hearted» і «Jot's Blues». Акцент зроблений на імпровізації і груві, що відрізняє звучання Super Black Blues від записів, зроблених Вокером, Тернером і Спенном у 1940-х і 1950-х роках. 
Альбом був випущений 1969 року на BluesTime.

## Список композицій
Сторона «А»
1. «Paris Blues» (Ті-Боун Вокер) — 14:03
2. «Here Am I Broken Hearted» (ДеСільва, Браун, Гендерсон) — 3:47

Сторона «В»
1. «Jot's Blues» (Ті-Боун Вокер) — 8:15
2. «Blues Jam» (Ті-Боун Вокер) — 10:59

## Учасники запису
- Джо Тернер — вокал
- Ті-Боун Вокер — вокал, гітара
- Отіс Спенн — вокал, фортепіано
- Джордж Сміт — губна гармоніка (А1, В2)
- Рон Браун — бас
- Артур Райт — гітара
- Ерні Воттс — тенор-саксофон
- Пол Гамфрі — ударні

Технічний персонал
- Боб Тіл — продюсер
- Амі Хадані, Джек Гант — інженери звукозапису
- Ірв Глейсер — фотографія обкладинки
- Роберт Флінн — дизайн обкладинки